# Église Saint-Jean-Baptiste de Château-Gontier
L'église Saint-Jean-Baptiste est une église catholique située à Château-Gontier, en France.

## Localisation
L'église est située dans le département français de la Mayenne, sur la commune de Château-Gontier. Elle est fondée par les moines de l'abbaye Saint-Aubin d'Angers, Château-Gontier faisant alors partie du comté d'Anjou.

## Historique

### Origine
Les Bénédictins de l'abbaye Saint-Aubin d'Angers, qui avaient cédé à Renaud Ier de Château-Gontier l'espace sur lequel il fait construire le château et la ville murée, s'étaient réservé ou reçurent la faculté d'y fonder un prieuré conventuel et les églises nécessaires pour les besoins religieux de la population.
Ils bâtirent donc, dès le XIe siècle, leur couvent et une église à proximité du château. L'église Saint-Jean-Baptiste est bâtie durant le Xe siècle. L'église existait en 1100.
Elle devint église prieurale et paroissiale de Château-Gontier. Par bulle du pape Nicolas, du 31 août 1452, le prieuré était annexé comme bénéfice à l'abbaye de Saint-Aubin, son chef. Les religieux y tenaient néanmoins toujours la conventualité.

### Confréries
Beaucoup de confréries anciennes étaient présentes. On mentionne en 1655 des dons aux confréries de la Couronne de Notre-Seigneur et du Rosaire, instituées ès églises de Saint-Rémy et de Saint-Jean-Baptiste.

### XVIIesiècle
Les religieux de l'Abbaye de Saint-Maur, introduits au prieuré le 22 avril 1660, organisèrent leur chœur.
Les anciens bâtiments conventuels, dont il ne reste rien, sont remplacés par ceux du presbytère actuel en 1671.

### Révolution française
Le 7 décembre 1790, les huit religieux qui  habitaient le prieuré sont expulsés. À la Révolution française, l'église sert de grange et est transformée en Temple de la Raison.
Le 17 août 1791, à la requête des officiers municipaux. le directoire du département autorise la démolition du grand autel et de trois petits autels.
Le 20 octobre 1791, la foudre tombe sur le clocher, l'endommageant. La maison sert déjà de prison le 22 décembre 1791. Le 12 thermidor an III, le prieuré est occupé par les bureaux de l'administration du district, par la prison et la maison d'arrêt. On place dans la tour, un timbre de 3 000 k pour avertir la garnison en cas d'alarme.

### XIXesiècle
L'église est classée une première fois en 1840. Eugène Hawke, l'architecte départemental avait vérifié l'état des murs intérieurs de l'église en 1877. Il fut préféré, contrairement à ses options, une décoration en peintures d'un genre archaïque. Les travaux de restauration recouvrirent de plâtre et d'enduits. Ces travaux, faits sans considération du style roman de l'édifice, provoquèrent le déclassement de l'église en 1888.

### XXesiècle
Le 19 juin 1940, un obus allemand tombe sur l'édifice qui est ravagé par un incendie. La restauration qui s'ensuit efface les restaurations du XIXe siècle, mais surtout découvre sous les enduits des fresques du XIe siècle au XIIIe siècle, recouvertes depuis le XVIIe siècle. L'édifice est classé une seconde fois au titre des monuments historiques en 1941.

## Architecture
L'église possède un plan en croix latine orientée. Elle fait 56 mètres de longueur et 23 de largeur au niveau du transept. Elle se compose d'une nef de sept travées, bordée de deux bas-côtés.
Le transept saillant possède deux absides orientées, la croisée du transept supportant le clocher. Le chœur est formée d'une abside orientée elle-aussi, au-dessus de la crypte qui reprend la forme du chœur.
Pour l'abbé Angot, l'église est grandiose : nef avec collatéraux auxquels correspondent exactement un chœur en abside et deux absidioles, celles-ci, par là-même, appliquées aux deux côtés du chœur ; entre le chœur et la nef, un transept vaste, élevé, au centre duquel quatre forts piliers supportent sur leurs arcs doubleaux une voûte en coupole et une tour à baies géminées ; des fenêtres romanes très simples ; enfin neuf arcades en plein cintre, donnant des latéraux dans la nef et qu'au simple aspect on croirait, à tort d'ailleurs, faites en rupture dans les murs plutôt que de la construction primitive, séparées qu'elles sont, non par des pilastres ou des colonnes, mais par de larges trumeaux en maçonnerie. Tel est ce vaste vaisseau, couvert d'un simple lambris pour la nef, voûté en berceau pour le transept, le chœur et les absidioles, en voûte d'arête pour les bas-côtés. Pas de colonnes, aucune moulure, à peine un tailloir à la naissance des cintres, et malgré cette sobriété, un ensemble majestueux. La crypte, divisée en trois nefs par ses dix colonnes trapues en grès roussard, à chapiteaux informes, supportant une voûte d'arête, seul édifice de ce genre que possède le diocèse, est aussi l'une des plus intéressantes des deux provinces de l'Anjou et du Maine..

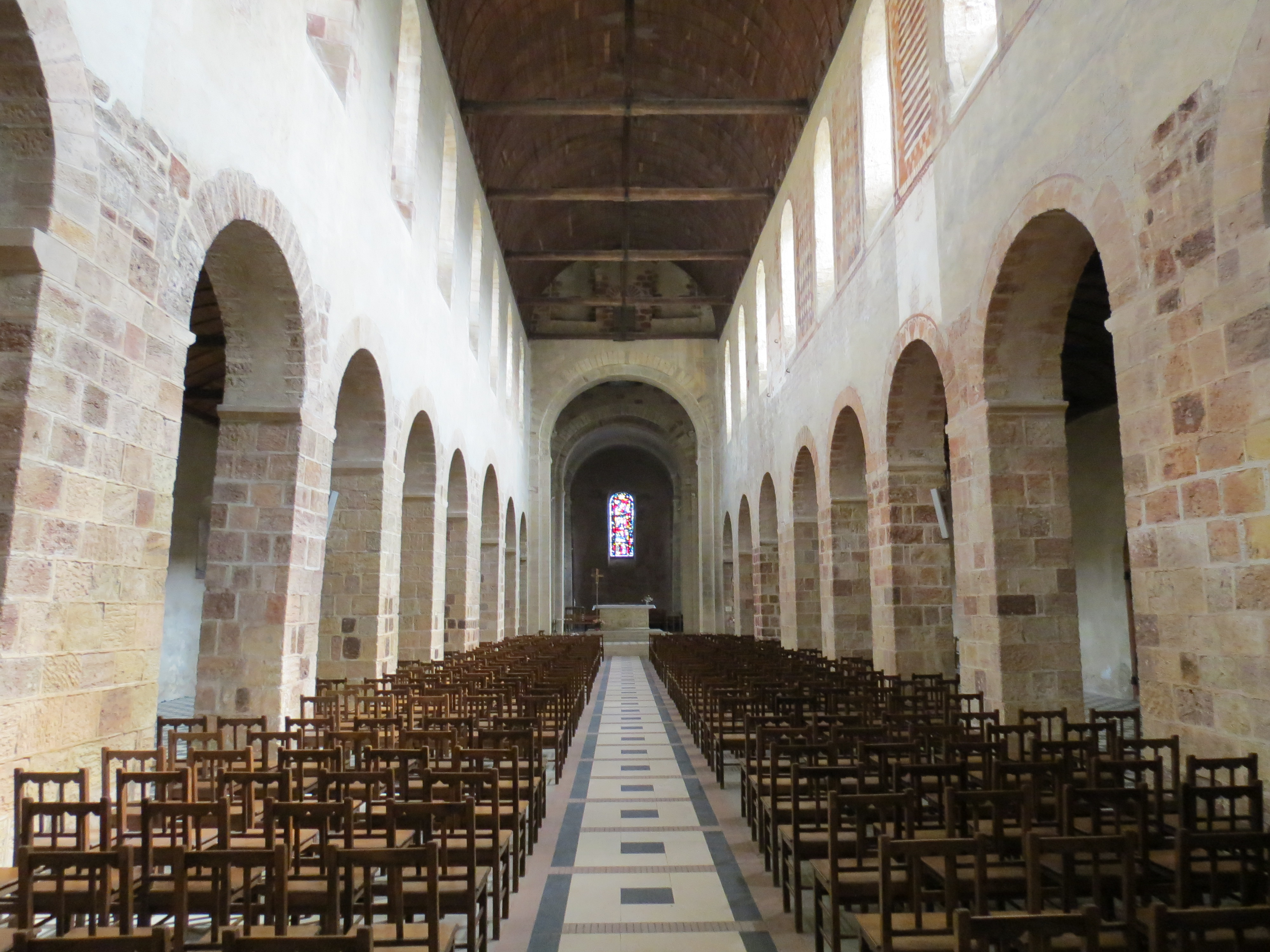
Nef.
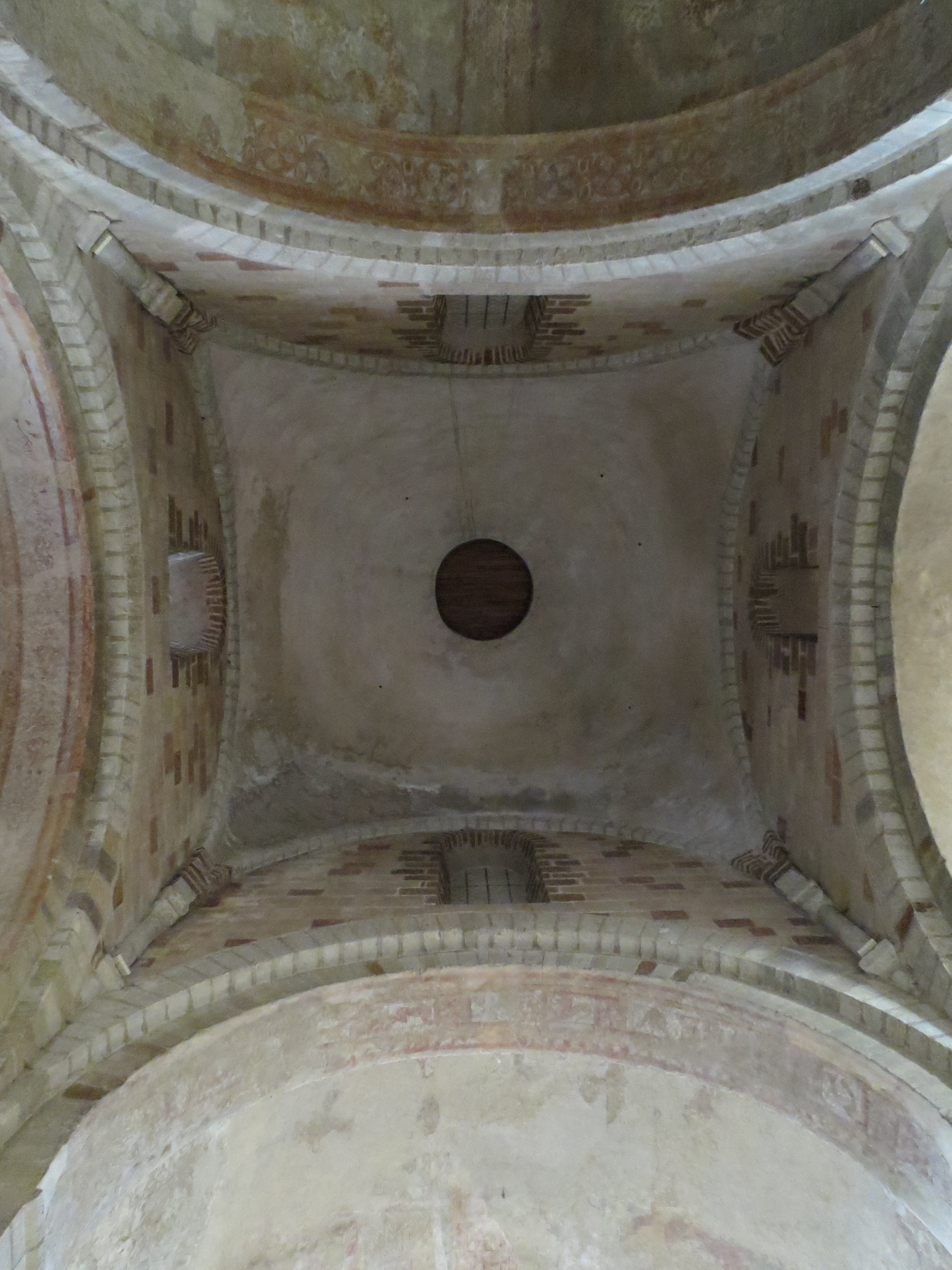
Croisée du transept.
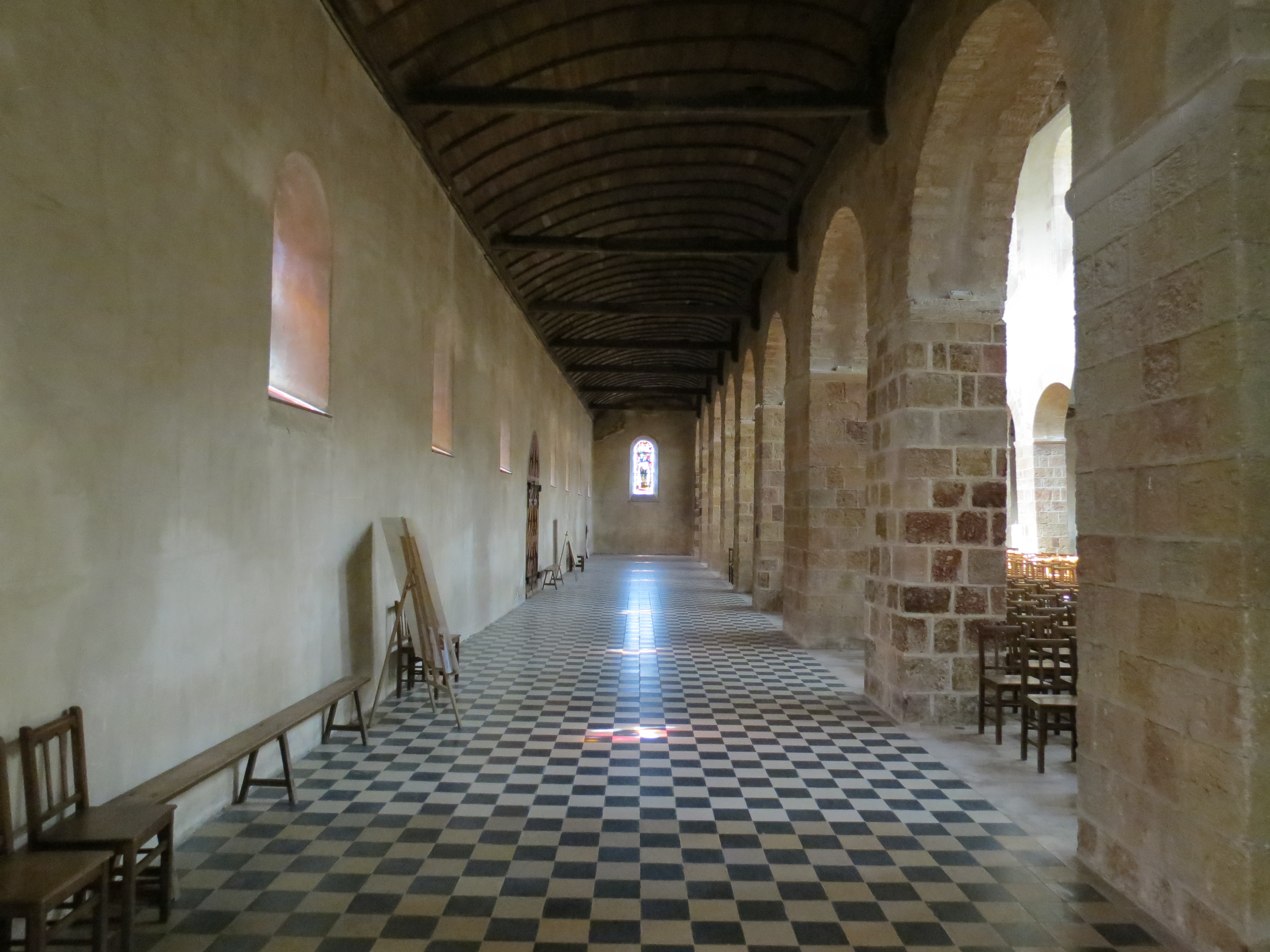
Bas-côté sud.
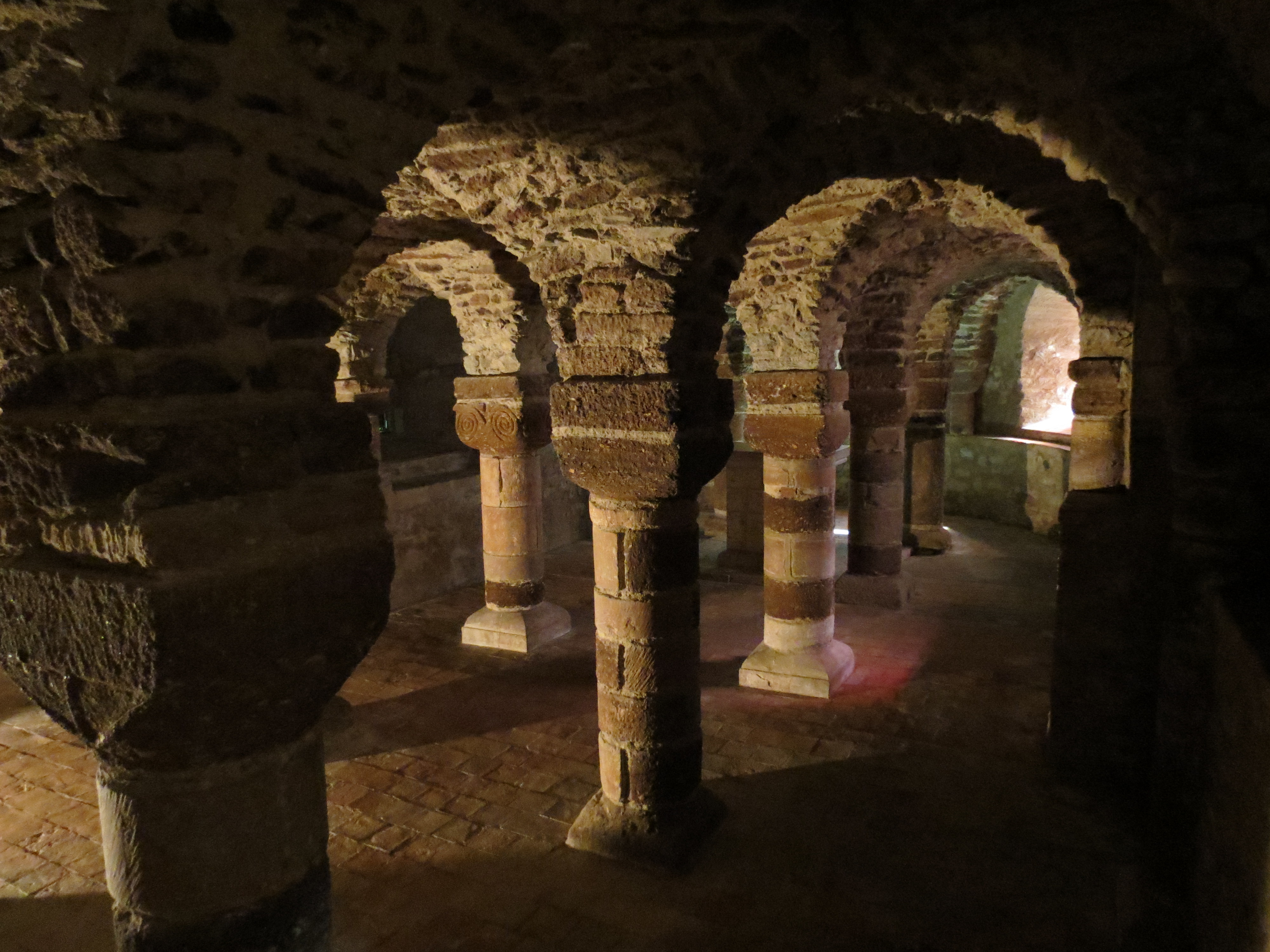
Crypte.

## Fresques

### Transept

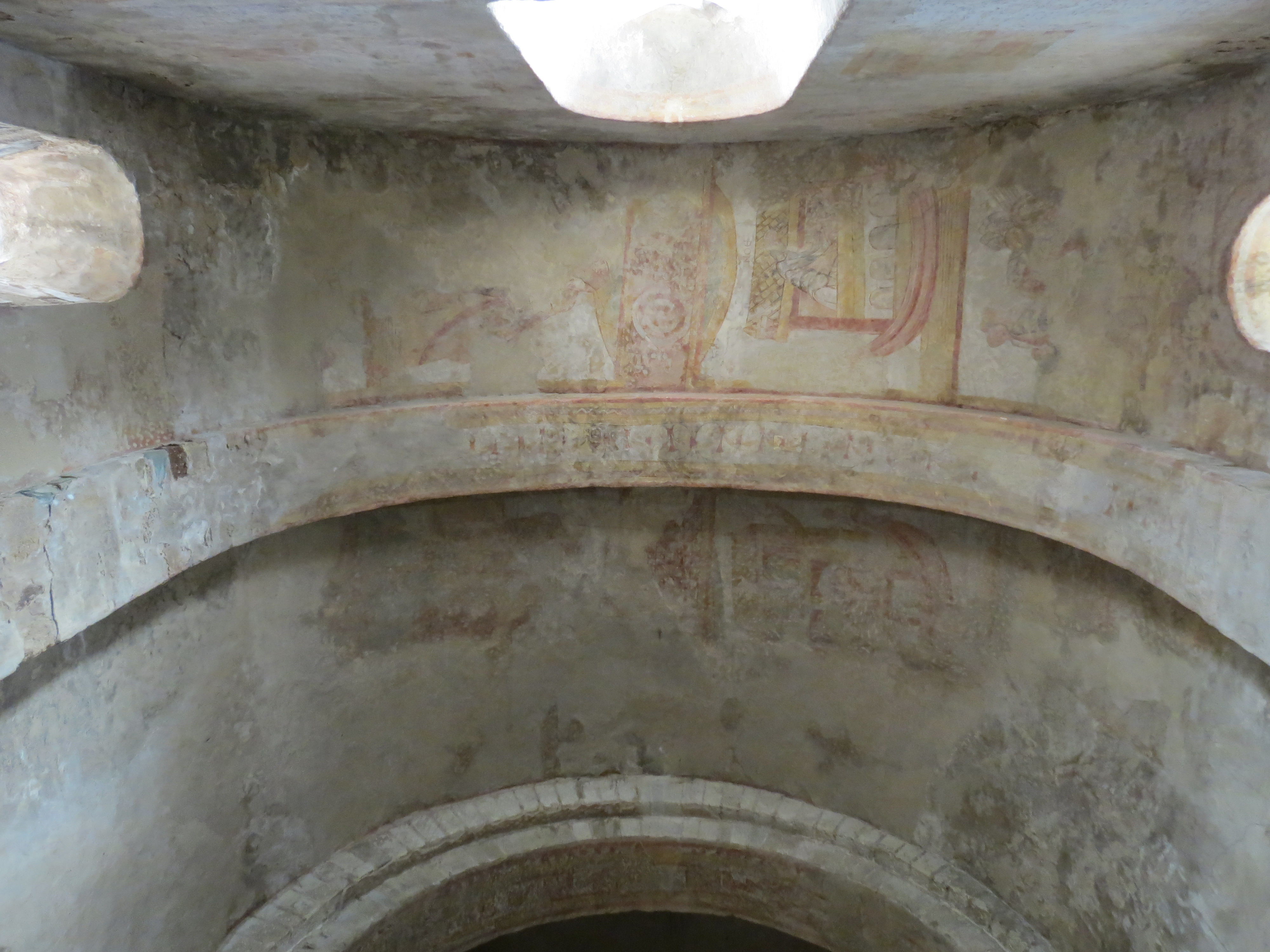
Bras sud du transept.
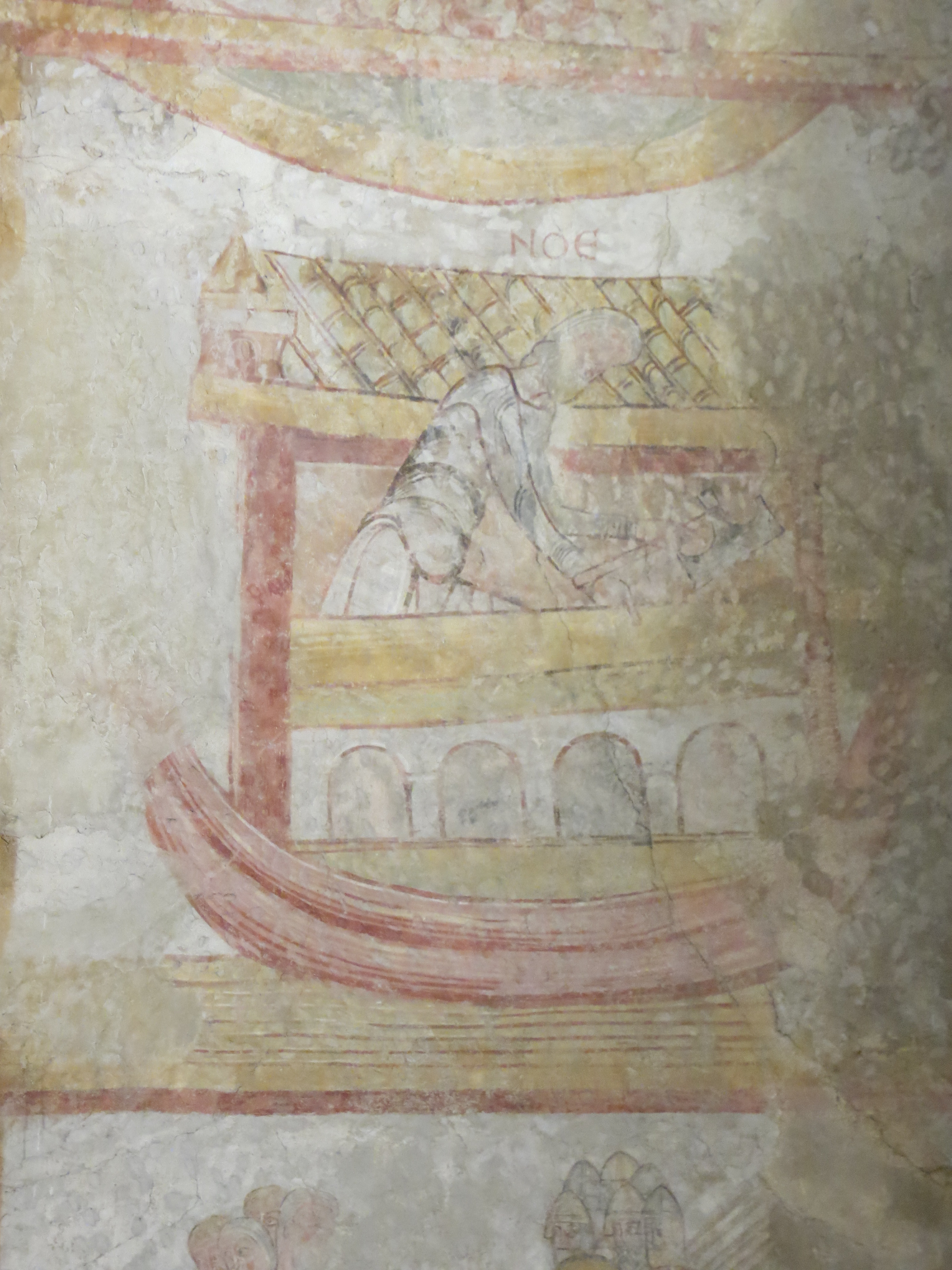
Construction de l'Arche de Noé (bras sud).
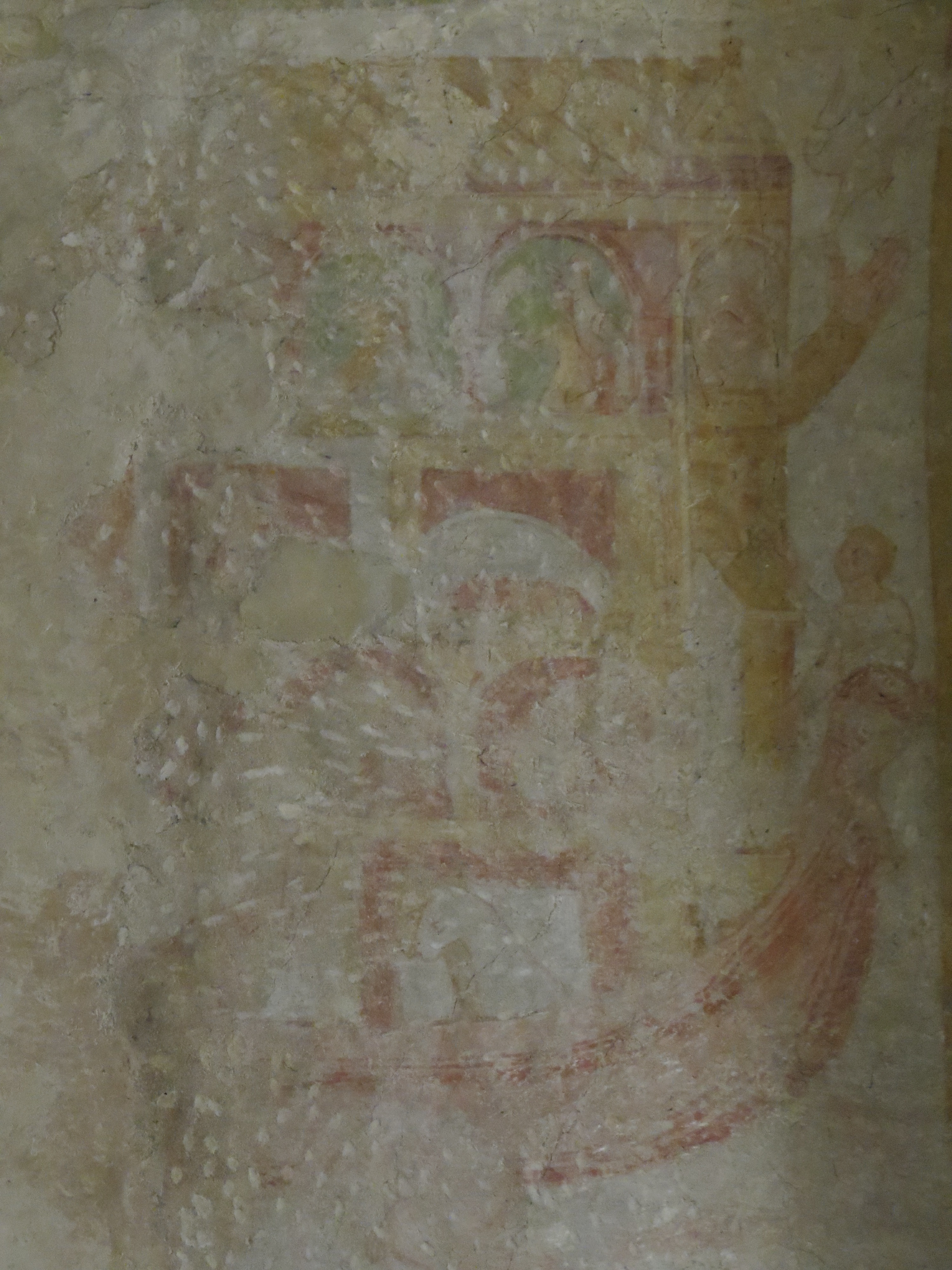
L'Arche de Noé (bras sud).
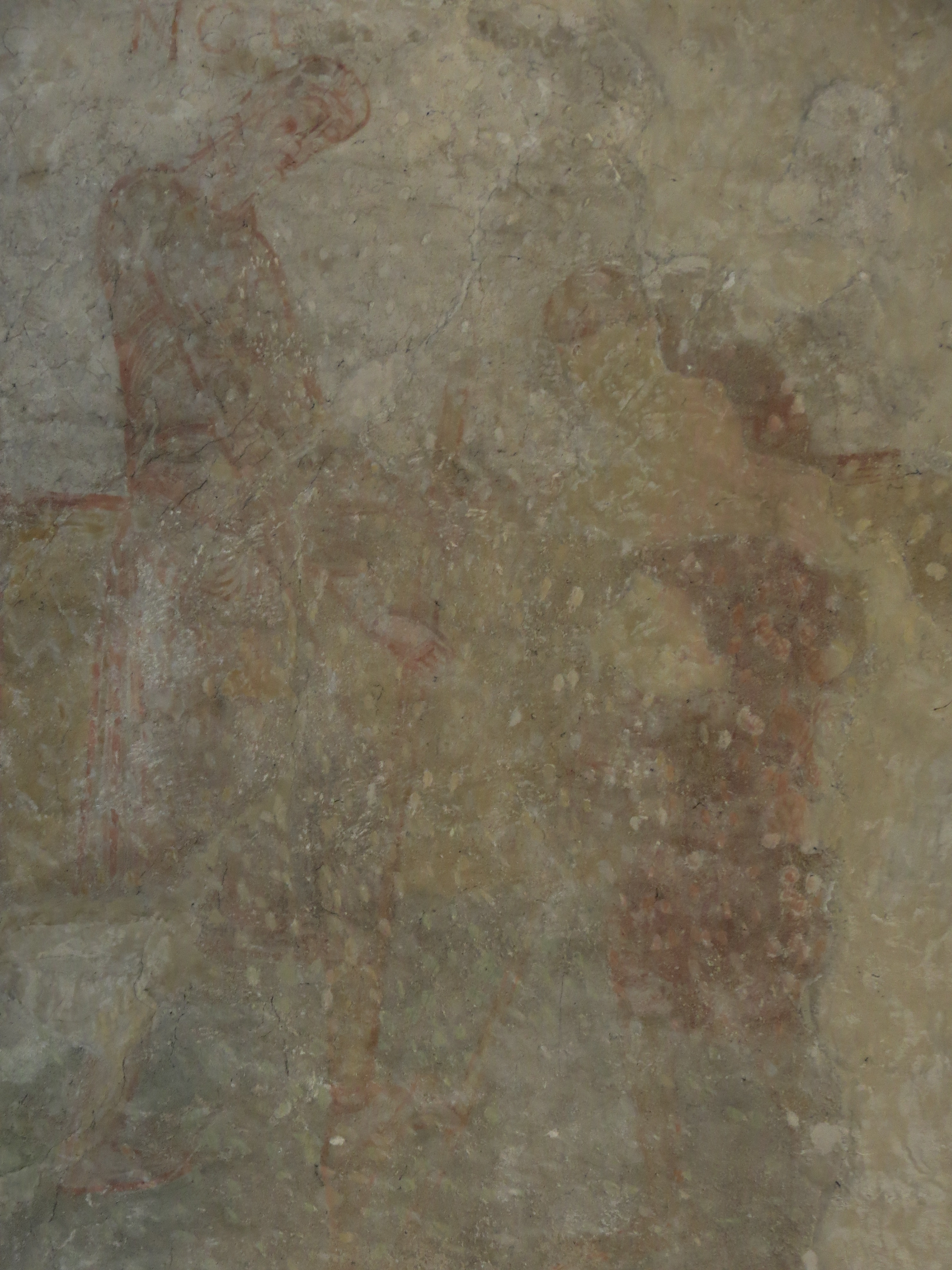
Plantation de la première vigne (bras sud).
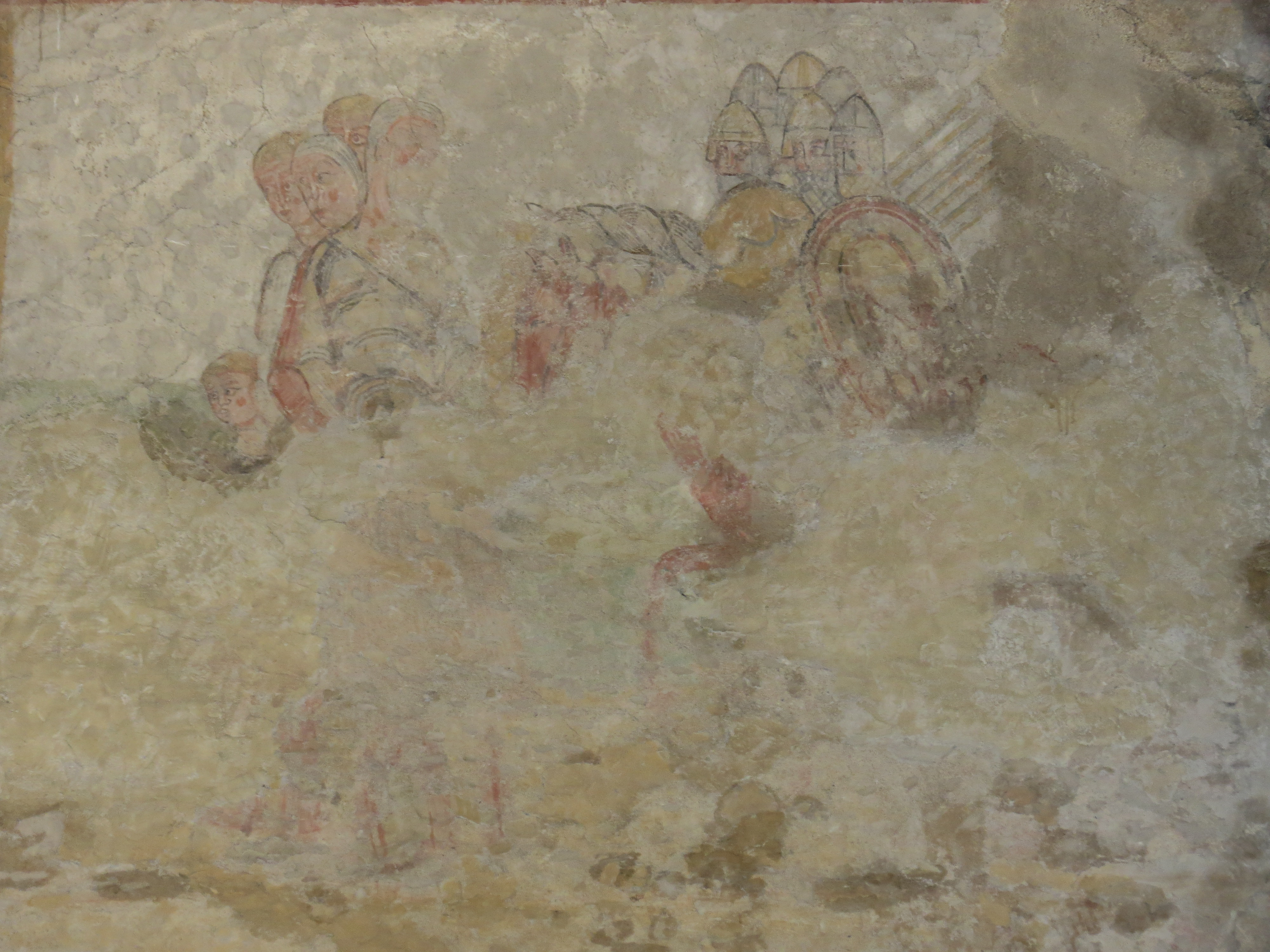
Fuite des hébreux en Égypte (bras sud).
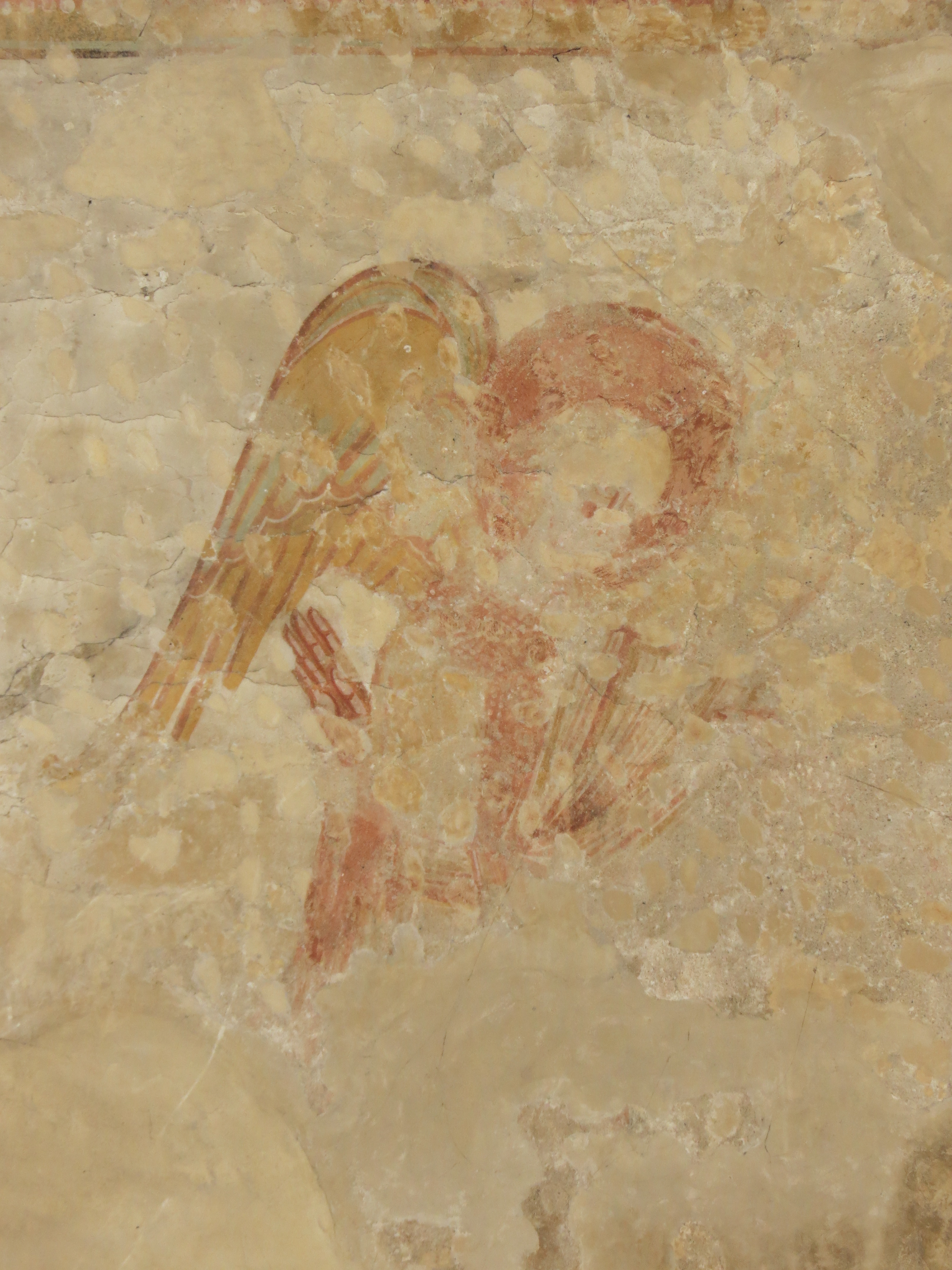
Annonciation (chapelle sud).
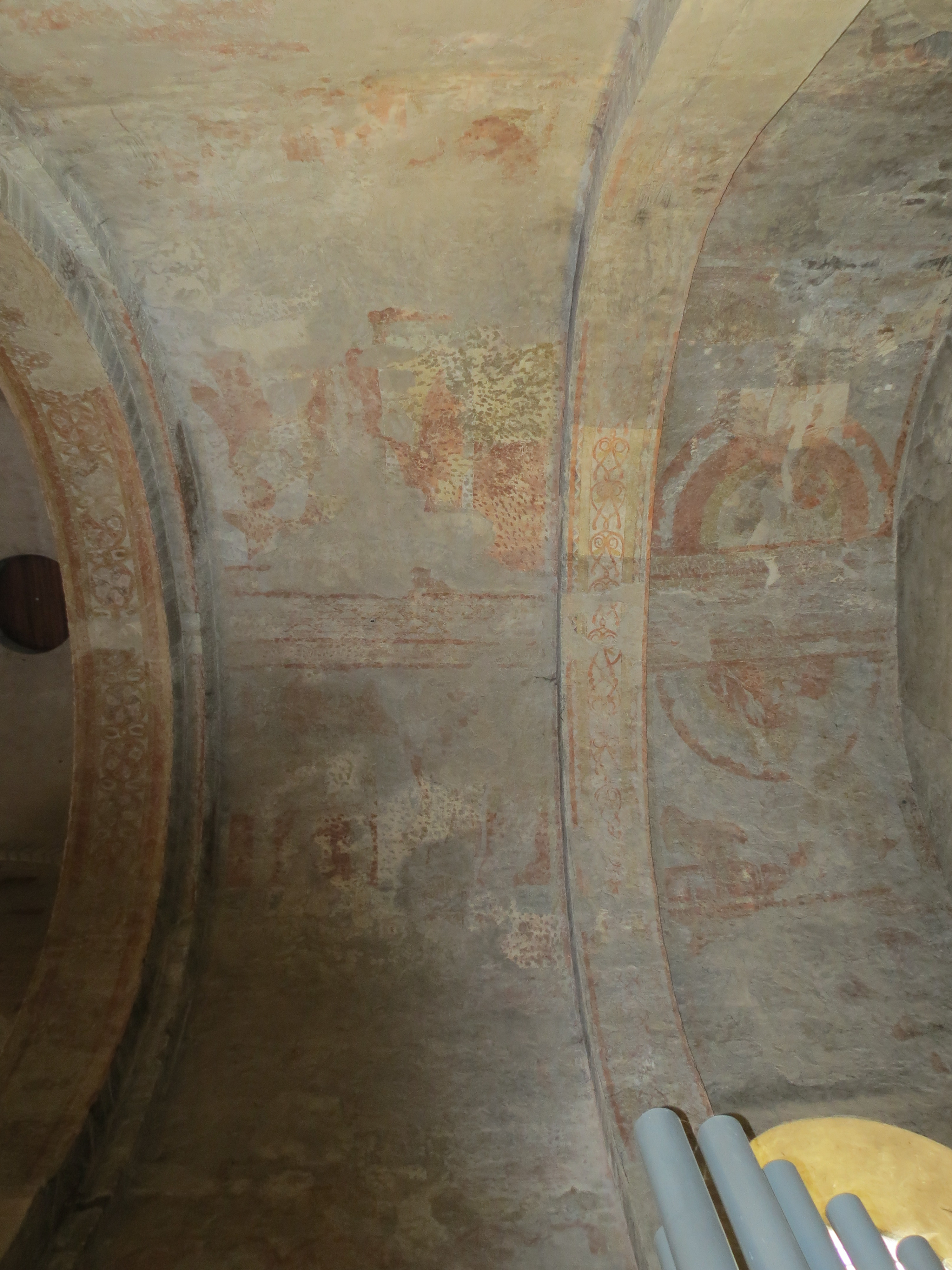
Bras nord du transept.
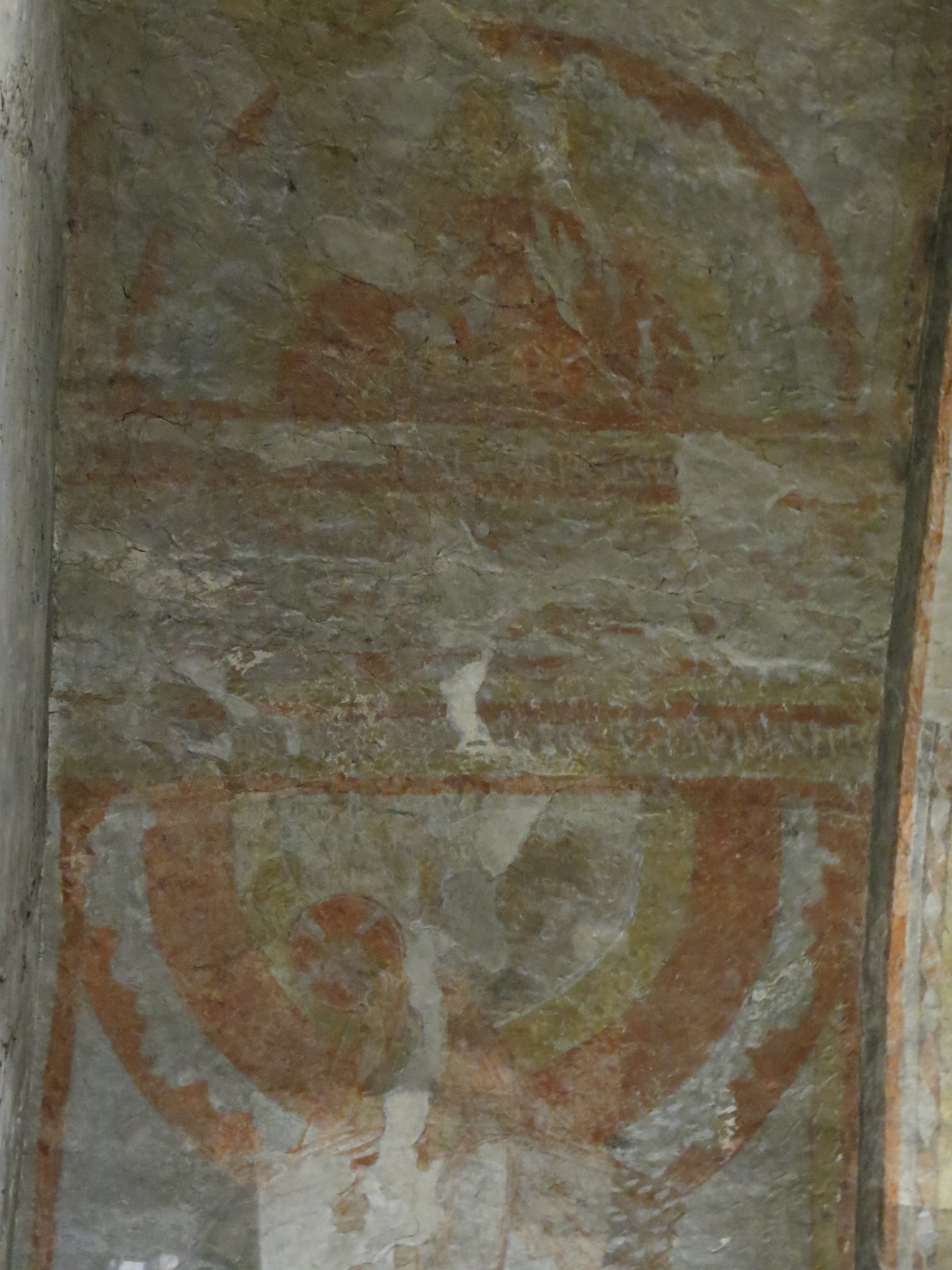
La Genèse (bras nord).
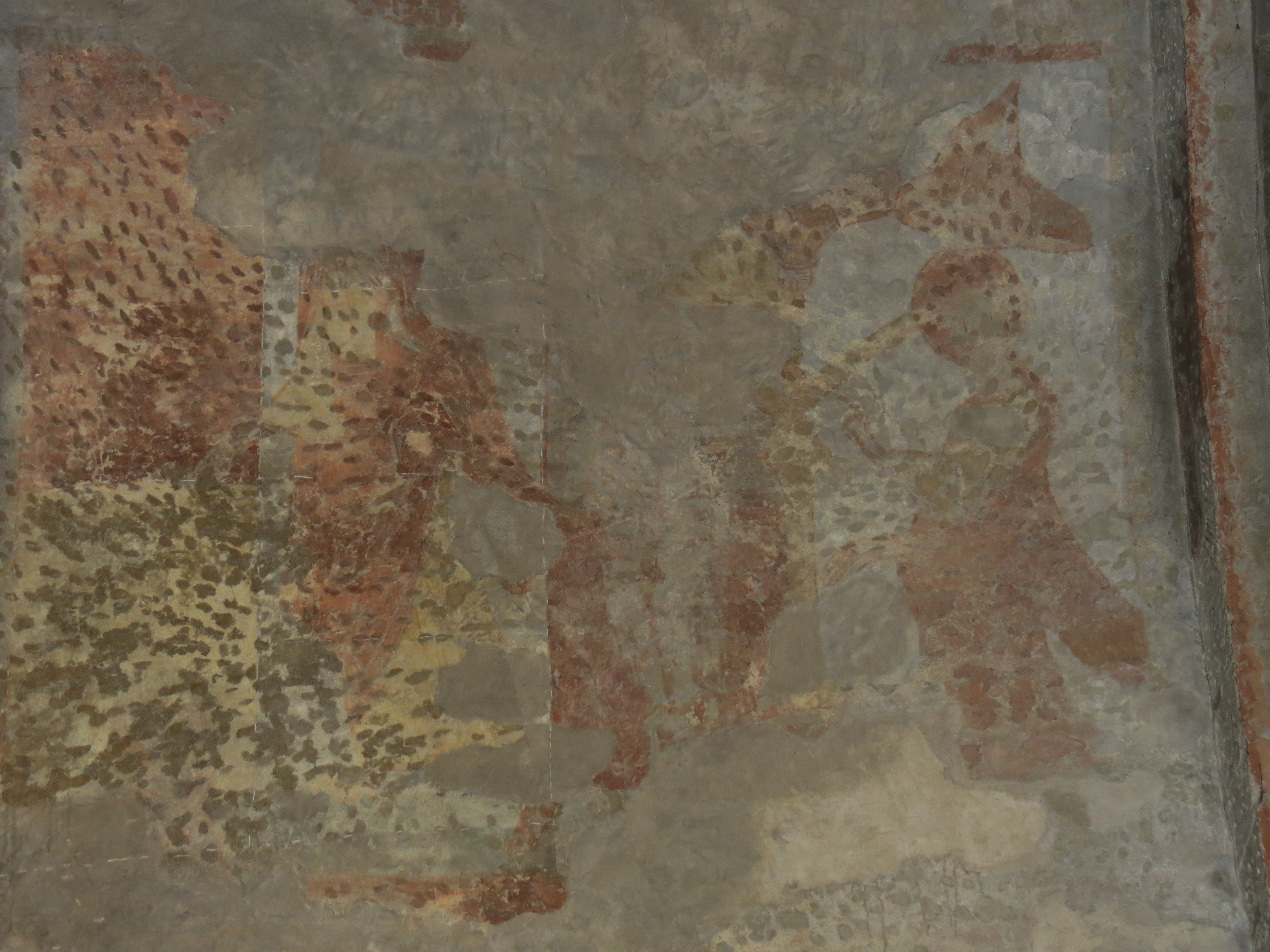
L'Arbre de la Connaissance (bras nord).
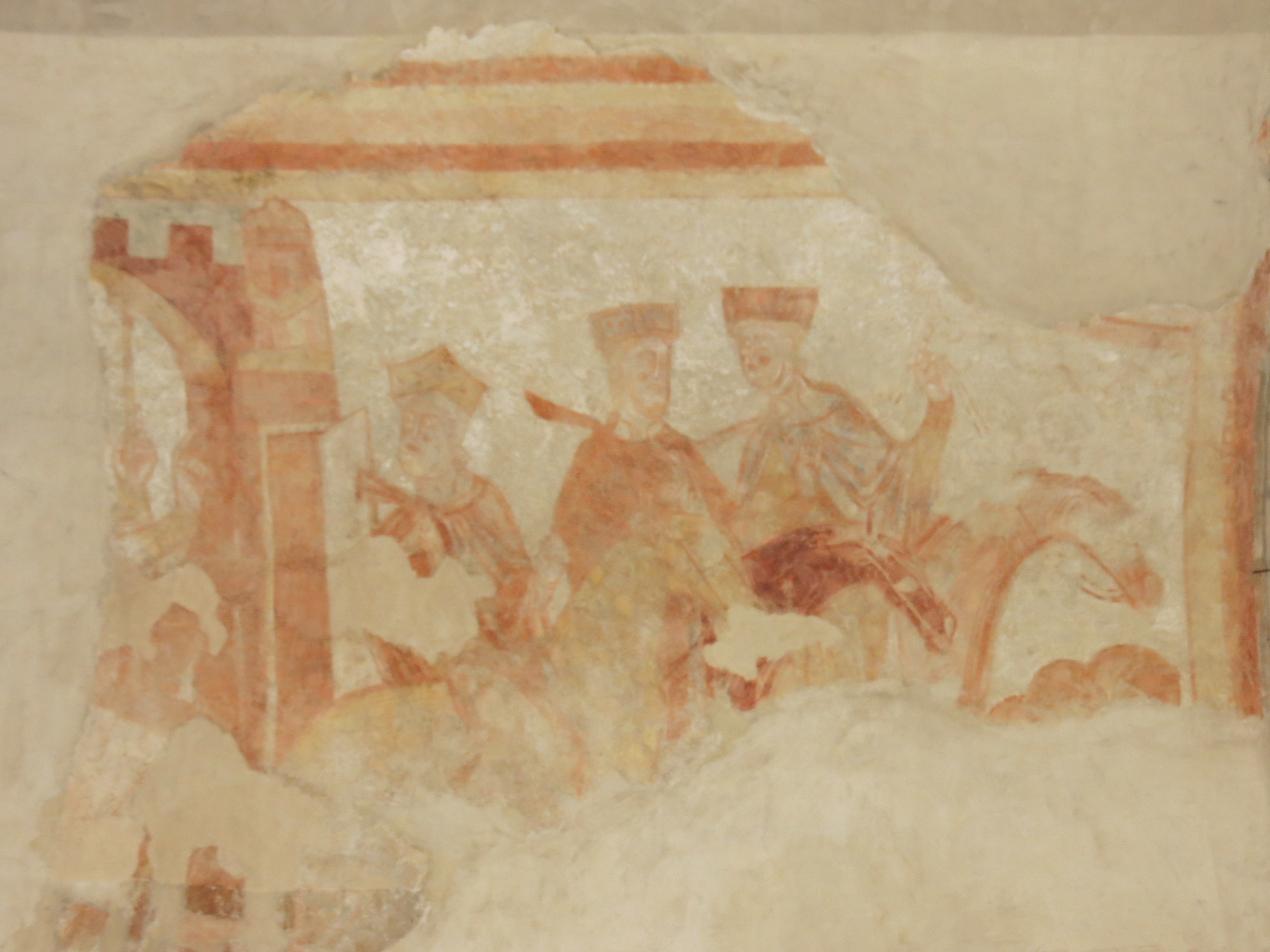
La chevauché des Mages (chapelle nord).

## Autels et chapelles
On mentionne dans l'ancienne église les autels ou chapelles :
- de Saint Jacques, derrière le chœur ;
- de Saint Pierre et de Notre-Dame-sous-Terre, 1617 ;
- de Saint-Sébastien, du Rosaire et de Sainte-Opportune où se vénéraient les reliques de Sainte Chantal, et des saints Vincent, Patient, Juste, Prudent, Sévère, Théophile, transférées solennellement de l'église des Ursulines, le 21 avril 1776.

## Liste des prieurs et curés

### Curés
Dès le XIIe siècle, et peut-être dès l'origine, les Bénédictins ont des chapelains, pour exercer le ministère paroissial. Ceux qui étaient en fonction en 1157 voulant s'approprier la cire, les cierges des offrandes, et les trois quarts des honoraires des baptêmes, reconnurent leur tort devant les abbés de Saint-Aubin et de la Roë et jurèrent fidélité aux religieux pour l'avenir. Le vicaire de l'église paroissiale de Saint-Jehan-Baptiste promit de nouveau, en prenant possession, de ne pas porter atteinte aux prérogatives de l'abbaye.

## Sources partielles
« Église Saint-Jean-Baptiste de Château-Gontier », dans Alphonse-Victor Angot et Ferdinand Gaugain, Dictionnaire historique, topographique et biographique de la Mayenne, Laval, A. Goupil, 1900-1910 [détail des éditions] (BNF 34106789, présentation en ligne)

### Nef

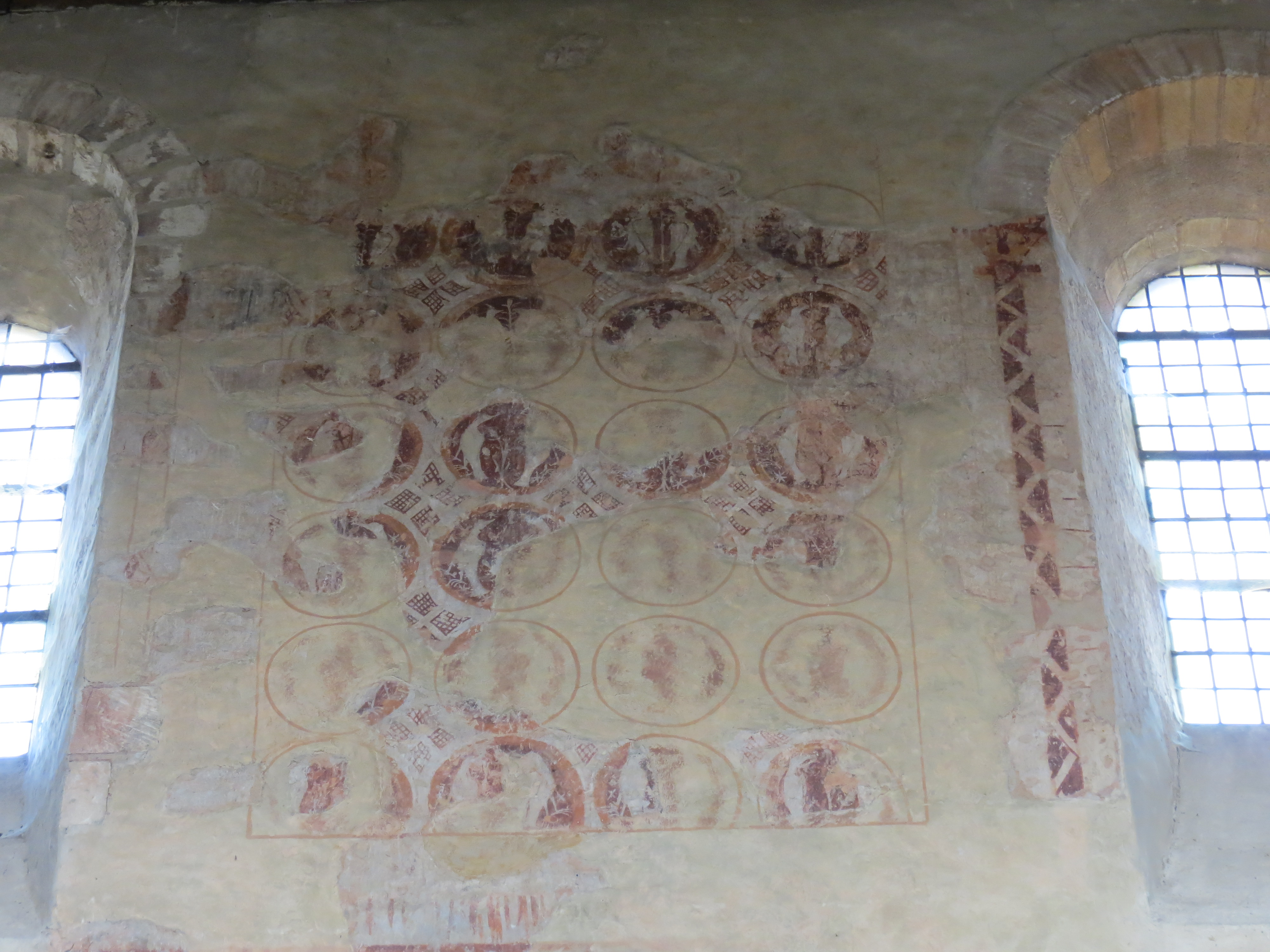
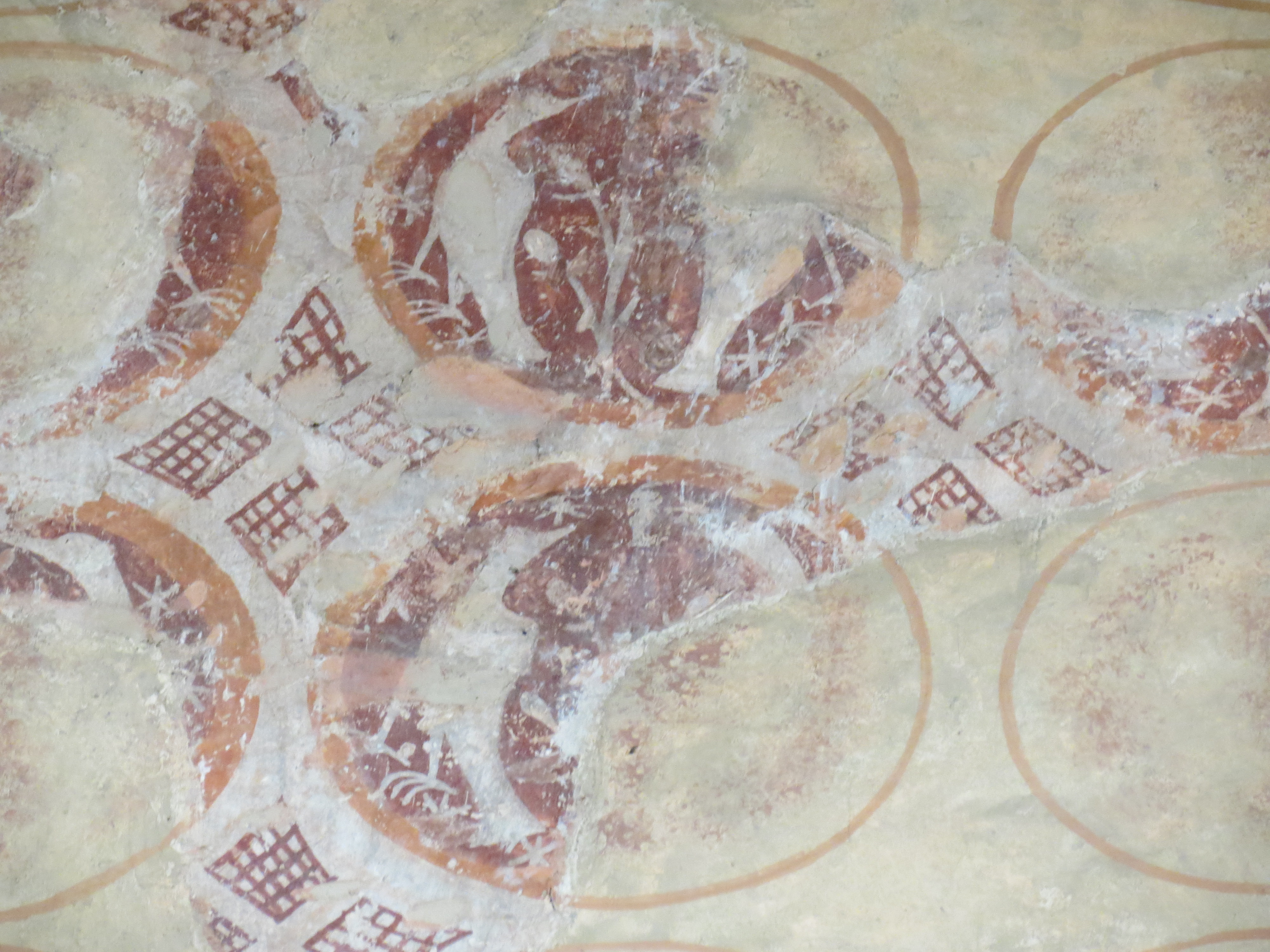